# Khal Khan
Khal Khan é uma cidade na província de Badaquexão, situada no nordeste do Afeganistão.